# ニュートリノビーム防禦幕
ニュートリノビーム防禦幕（ニュートリノビームぼうぎょまく）は、アニメ映画『宇宙戦艦ヤマト 完結編』に登場する架空の兵器。

## 概要
ピンク色のビーム（アニメとしての描写は、灼熱の業火の渦巻や火炎放射器に近い）で、触れたものを何でも溶解し、焼き尽くす。都市衛星ウルクから放射され、幕状に覆うことで防御に、ビームとして発射することで攻撃にと、攻守の両方に使える便利な兵器である。
ただし、現実世界におけるニュートリノは相互作用が弱くあらゆる物質を透過するため、劇中のように用いることはできない。また、豊田有恒の原案ではニュートリノではなくニュートロンビームであった。

## 劇中での活躍
ルガール・ド・ザールが指揮するディンギル帝国艦隊を打ち負かし、ウルクへ全速で追撃してくるヤマトへ放射される。炎の渦巻のようなビームを回避できずに接触したルガール・ド・ザールの高官指揮用重駆逐戦闘機ラルゴールムは一瞬で消滅してしまい、それを見たヤマトは間一髪で回頭して避退するが、今度は長い炎の舌のようにビームが追いすがる。そして、ビームはヤマトを捉え、呑み込んでしまった。
しかし、実際にはビームは波動エネルギーと退け合う性質を有しており、ヤマトも艦尾の波動エンジンノズルから漏れた波動エネルギーによって無傷のままであった。そして、先述した性質を真田志郎に偶然看破された結果、波動砲発射孔から波動エネルギーをリークさせながら突貫してきたヤマトに突破され、ウルクへの強行突入を許してしまった。